# Rénelle Lamote
Rénelle Lamote, född 26 december 1993, är en fransk friidrottare som tävlar i medeldistans.

## Karriär
Vid europamästerskapen i friidrott 2022, 2018 och 2016 tog Lamote silver på 800 meter.